# ヨアンカ・ゴンサレス
ヨアンカ・ゴンサレス（Yoanka González、1976年1月9日 - ）は、キューバ、ビジャ・クララ州出身の女子自転車競技選手。夫も同じく自転車競技選手のペドロ・パブロ・ペレス。

## 来歴
2001年
- キューバ選手権
  - 個人タイムトライアル(ITT)、ロードレース 優勝

2003年
- 世界選手権トラックレース・ポイントレース 3位
- パンアメリカン競技大会・ロードレース 優勝

2004年
- 世界選手権トラックレース・スクラッチ 優勝

2005年
- UCIトラックワールドカップ2005-2006
  - モスクワ - スクラッチ 優勝

2007年
- UCIトラックワールドカップ2006-2007
  - マンチェスター - ポイントレース 優勝

2008年
- 北京オリンピック・ポイントレース 2位